# Anne Lepper
Anne Lepper (geboren 1978 in Essen) ist eine deutsche Schriftstellerin.

## Leben
Lepper studierte Philosophie, Literatur und Geschichte in Wuppertal, Köln und Bonn. Die Magisterarbeit fertigte sie über Kant und Robert Walser. Ihr Promotionsstudium absolvierte sie in Bamberg und Essen. Von 2007 bis 2010 belegte sie den Studiengang Literarisches Schreiben am Schweizerischen Literaturinstitut in Biel.
Mit ihrem Debütstück Sonst alles ist drinnen wurde sie 2009 zur „Langen Nacht der neuen Dramatik“ nach München eingeladen und gewann dort den Publikums- und Förderpreis. 2010 nahm Lepper am „Forum Junger Autoren Europas“ der Theaterbiennale „Neue Stücke aus Europa“ in Wiesbaden und Mainz teil. Es folgten die Theaterstücke Hund wohin gehen wir, mit welchem sie zum tt-Stückemarkt des Berliner Theatertreffens 2011 eingeladen wurde, sowie Seymour oder ich bin nur aus Versehen hier, das 2012 in der Regie von Claudia Bauer am Schauspiel Hannover uraufgeführt wurde und zwei Jahre später in Bern zur Schweizer Erstaufführung kam. Beide Texte wurden außerdem vom Westdeutschen Rundfunk als Hörspiele produziert. Mit ihrem Stück Käthe Hermann wurde sie 2012 erstmals zu den Mülheimer Theatertagen eingeladen sowie zu den Autorentheatertagen am Deutschen Theater Berlin. In der Kritikerumfrage von Theater heute wurde Lepper zur Nachwuchsdramatikerin des Jahres 2012 gewählt.
Mit dem Stück Mädchen in Not gewann sie 2017 den Mülheimer Dramatikerpreis und wurde zur Dramatikerin des Jahres gekürt. Der Stücktext diente als Libretto für die gleichnamige Bearbeitung als Oper, die 2022 in Dortmund uraufgeführt wurde.
2021 kam ihr Frühwerk Hund wohin gehen wir am Staatstheater Darmstadt zur Uraufführung. Lepper ist Mitgründerin des PEN Berlin.

## Werke
Stücke
- Sonst alles ist drinnen, Münchner Kammerspiele 2010
- Hund wohin gehen wir, ausgezeichnet mit dem Werkauftrag des tt-Stückemarkts 2011 (Uraufführung am 20. Oktober 2021 am Staatstheater Darmstadt, Inszenierung: Alia Luque)
- Seymour oder ich bin nur aus Versehen hier, Schauspiel Hannover 2012 (Uraufführung am 8. Januar 2012, Inszenierung: Claudia Bauer)
- Käthe Hermann, Theater Bielefeld 2012
- La Chemise Lacoste, Düsseldorfer Schauspielhaus 2015 (Uraufführung im Februar 2015, Inszenierung: Alia Luque[4])
- Ach je die Welt, Theater Dortmund, Kinder- und Jugendtheater 2015
- Entwurf für ein Totaltheater, eingeladen zum Heidelberger Stückemarkt 2016
- Mädchen in Not, Nationaltheater Mannheim 2016
- Maxim, ausgezeichnet mit dem Niederländisch-Deutschen Kinder- und Jugenddramatikerpreis 2019
- Life Can Be So Nice, Staatstheater Stuttgart 2023[5]
- Jugend ohne Chor, Staatstheater Darmstadt 2023[6]

Hörspiele
- 2012 Hund wohin gehen wir, Regie: Claudia Johanna Leist (WDR)
- 2012 Seymour. Ein Stück für die Jugend Europas und die Jugend der Welt, Regie: Detlef W. Meissner (WDR)
- 2013 oh, ist das Morrissey, Regie: Judith Lorentz (DKultur)
- 2016 Die Riesenfaust, Regie: Detlef W. Meissner (WDR)

## Adaptionen
Oper
- Mädchen in Not. Musik: Michael Essl, Libretto: Paula Fünfeck. Uraufführung im Dezember 2022 am Theater Dortmund.

## Auszeichnungen und Preise
- 2009: Münchner Förderpreis für deutschsprachige Dramatik für Sonst alles ist drinnen
- 2009: Publikumspreis der ersten "Langen Nacht der neuen Dramatik" an den Münchner Kammerspielen für Sonst alles ist drinnen
- 2011: Werkauftrag des tt-Stückemarkts für Hund wohin gehen wir
- 2013: Dramatikerpreis des Kulturkreises der deutschen Wirtschaft
- 2013: Stipendium der Contemporary Arts Alliance Berlin
- 2017: Mülheimer Dramatikerpreis für Mädchen in Not
- 2019: Niederländisch-Deutscher Kinder- und Jugenddramatikerpreis für Maxim